# Vlag van het Ross Dependency

Voorstel van James Dignan

Er is (nog) geen officiële vlag van het Ross Dependency, de Nieuw-Zeelandse claim op Antarctica; de enige officiële vlag aldaar is de vlag van Nieuw-Zeeland. Er gaan echter wel stemmen op om het gebied een eigen vlag te geven.

Vlag van Nieuw-Zeeland

De Nieuw-Zeelandse vexilloloog James Dignan ontwierp een vlag die misschien in de toekomst de vlag van het Ross Dependency zal worden. Deze vlag vertoont dezelfde elementen als de Nieuw-Zeelandse vlag, maar toont een lichtblauwe in plaats van een donkerblauwe achtergrond. Deze lichtblauwe kleur verwijst naar de Rosszee. Daarnaast heeft Dignan's ontwerp een horizontale witte baan aan de onderzijde, die het ijs van het gebied symboliseert.